# Değirmenlik, Akseki
Değirmenlik là một xã thuộc huyện Akseki, tỉnh Antalya, Thổ Nhĩ Kỳ. Dân số thời điểm năm 2011 là 283 người.